# Cataulacus undet
Cataulacus undet é uma espécie de formiga do gênero Cataulacus, pertencente à subfamília Myrmicinae.